# کلیسای کالج کینگ

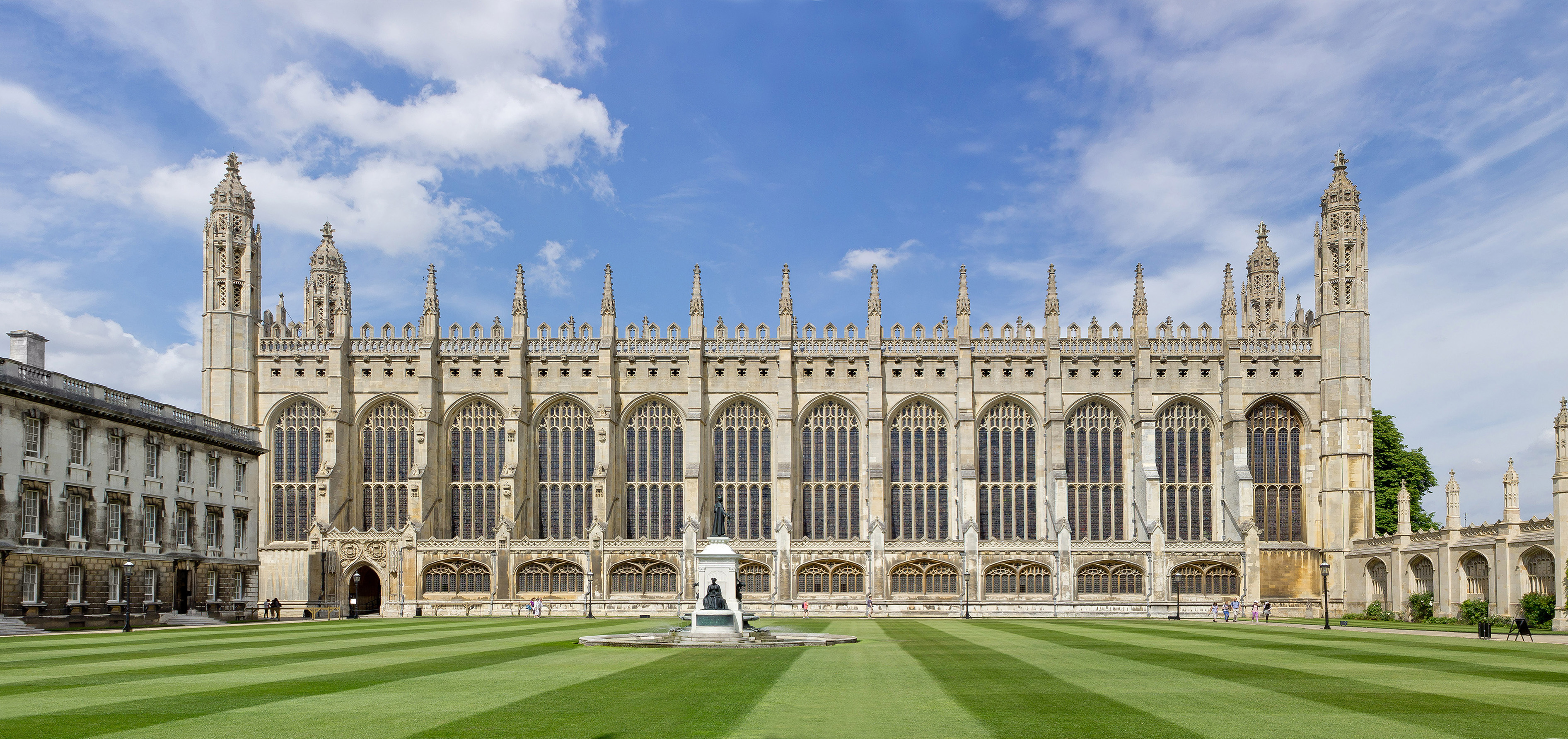
نمای داخلی کلیسای کالج کینگ

کلیسای کالج کینگ، کلیسای بزرگ کالج کینگ در دانشگاه کمبریج است. این کلیسا یکی از بهترین نمونه‌های معماری گوتیک به سبک قائم است. ساخت این کلیسا توسط مجموعه‌ای از پادشاهان انگلستان از ۱۴۴۶ تا ۱۵۱۵ صورت گرفت. این دوره شامل دوران جنگ رزها و سه دهه پس از آن می‌شد.